# Челек
Челек (Челак, Чилек) (узб. Chelak, Челак) — город в Пайарыкском районе Самаркандской области Узбекистана.

## История
Название города происходит от тюркского слова челак (челек) — вид ведра, сосуд для жидкости.
Чилекское поселение имеет древнюю историю. Поблизости от сегодняшнего города Челак есть развалины древнего города Коктепа. Культурные слои на Коктепа относятся к VIII—VII векам до нашей эры.
В ходе проведения широкомасштабных раскопок на Коктепа обнаружены остатки крепостной стены, монументального здания, храмы. Использованные здесь гувала (глиняные катыши круглой или овальной формы, высушенные на солнце) для строения стены очень схожи с афрасиабскими. Афросиаб, как и Коктепа, состоял из двух частей — крепости и, собственно, города.
В 1220 году во время монгольского нашествия город был полностью разрушен войсками Чингисхана. При проведении раскопок вблизи Чилека найден клад серебряной посуды (из 4-х чилекских чаш 2 хранятся в Самаркандском музее).
Место находки чилекских чаш обнаружено случайно и было включено в разведывательный раскоп, проведённый Я.К. Крикисом и Б.И. Маршаком в 1962—1963 годах. Исследования показали, что клад попал в землю не позднее начала VII века, при этом сасанидская и эфталитская чаши клада датируются V веком.
Во время правления Эмира Насруллы, узбекские племена, жившие около Чилека и Янги Кургана, подняли бунт против Эмира, но восстание было подавлено войсками Бухарского Эмира Насруллы.
Во время завоевания Средней Азии войсками Царской России в 1868 году, после взятия Самарканда, Чилекские и Ургутские бекства в отличие от других не изъявили покорности генералу К.П. Кауфману.
Но Чилек без боя был занят отрядом (6 рот, 2 сотни, 2 орудия и ракетный дивизион) майора Ф.К. Штемпеля, который, разрушив укрепления и казармы сарбазов, на следующий день вернулся в Самарканд для продолжения дальнейших боевых действий.

## География
Расположен в 35 км к северу от города Самарканда.

## Население
| 1990   | 2004   |
| ------ | ------ |
| 13 110 | 16 700 |

## Экономика
В Челеке имеется молокозавод (на улице Чкалова) и хлопкоочистительный завод, российско-узбекское СП «Балтимор-Челек» по производству томатной пасты и соков и другие мелкие предприятия, выпускающие, в основном, продовольственные товары.
Также в городе имеются филиалы и минибанки нескольких узбекских банков («Агробанк», «Халкбанк», «Асакабанк», «Народный Банк»). В центре города есть дехканский рынок, а около города расположен вещевой рынок.

## Образование
В городе существует две средние школы №78 №79 и № 80. И несколько профессиональных колледжей как Челекский сельскохозяйственный колледж, Транспортный колледж и колледж Информационных технологий.

## Культура
Для культурного отдыха населения города существует центральный парк, кинотеатр, а также музыкальная школа.